# Transmission orale des évangiles
La transmission orale des évangiles correspond à la phase initiale de la tradition chrétienne, avant que s'élabore le christianisme primitif proprement dit. Cette étape se situe entre la crucifixion de Jésus, vers l'année 30, et la mise par écrit du premier évangile, c'est-à-dire celui de Marc, trente ou quarante ans plus tard. Pendant cette période, des récits ont circulé sur la vie de Jésus de Nazareth, oralement, avant que ses disciples de la deuxième génération éprouvent le besoin de les confier à l'écriture. C'est cette phase qu'étudie l'exégèse biblique, à l'aide de la méthode historico-grammaticale et des instruments d'analyse développés par l'examen du problème synoptique.

## La formation des évangiles
Selon la majorité des spécialistes, l'Évangile selon Marc a probablement été rédigé juste avant ou juste après l'année 70,.
Il est communément admis que, selon la formule de Martin Kähler, les évangiles canoniques sont « des récits de la Passion précédés d'une longue introduction ».